# Séamus Burke
Séamus Aloysius Burke (parfois orthographié Bourke) (15 juin 1893 - 10 juin 1967) est un avocat irlandais et un homme politique de Cumann na nGaedheal et plus tard du Fine Gael qui est Teachta Dála (TD) de 1918 à 1938, secrétaire parlementaire du Ministre des Finances (1927-1932) et ministre des Collectivités locales et de la Santé publique (1924-1927).

## Biographie
Il est élu pour la première fois au Dáil Éireann lors des élections générales de 1918 en tant que député du Sinn Féin pour Tipperary Mid. Il soutient le traité anglo-irlandais en 1921 et est membre fondateur de Cumann na nGaedheal et plus tard du Fine Gael. Burke sert dans les gouvernements de William T. Cosgrave dans les années 1920. Il perd son siège aux élections générales de 1938 et après s'être présenté sans succès comme indépendant aux élections générales de 1943, il se retire de la politique et s'installe en Angleterre. Il est également avocat.
En 1929, Burke épouse la Russe Zenaide Bashkiroff et ils ont une fille.